# Réti Attila (író)
Réti Attila (Mosonmagyaróvár, 1963. május 31. −) magyar író, agrármérnök, címzetes egyetemi docens, 

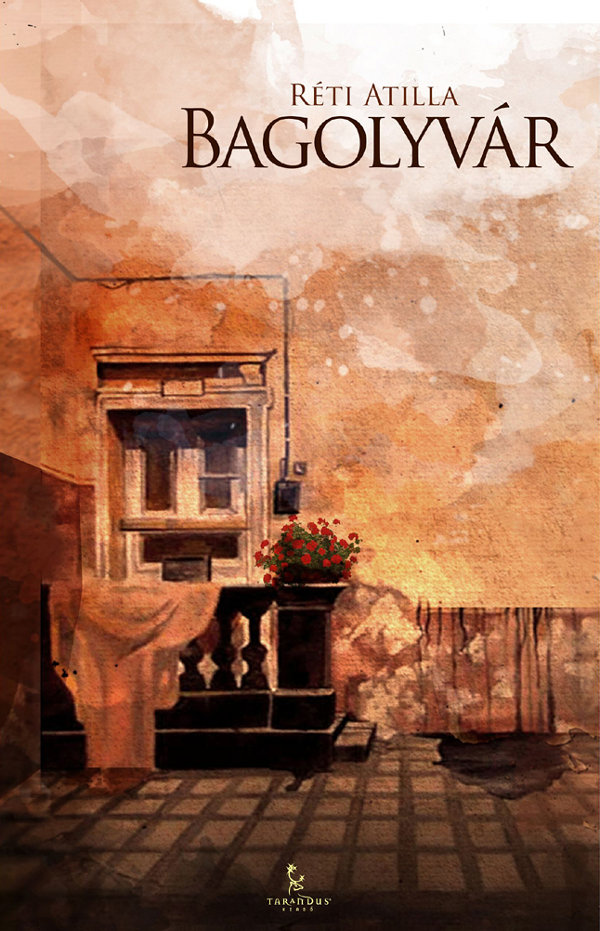
Bagolyvár című könyvének borítója

## Élete
Szülei Dr. Réti József, címzetes egyetemi docens, a Lajta-Hansági Állami Tangazdaság nyugalmazott főállattenyésztője, későbbi kerületi igazgatója, és Antal Zsuzsanna, magyar-történelem szakos általános iskolai tanárnő.
Hegyeshalomban nevelkedett, majd Mosonmagyaróvárra költözött családjával. A Kossuth Lajos Gimnázium és Szakközépiskolában érettségizett 1981-ben. 1982 és 1987 között a Magyaróvári Akadémián (jelenleg: Széchenyi István Egyetem Mezőgazdaság- és Élelmiszertudományi Kar) tanult. A diploma megszerzése után magánösztöndíjasként Ausztriába, az Alsó-Ausztriai Mezőgazdasági Kamarához került. 1989-ben az Alexander Landesmann und Söhne cégnél állt alkalmazásban. 1990-ben hazatért, és osztrák társával, Dr. Peter Meckovskyval megalapították a Kaiser Food Élelmiszeripari Kft.-t, melyet 21 éven át, annak eladásáig vezetett. A háromszáz fős társaság évi hatezer tonna márkásított húskészítményt gyártott és értékesített a hazai és nemzetközi piacokon (Németország, Szlovákia, Szerbia, Románia, Csehország).
Réti Attila 2010 óta a Tarandus Befektetési és Szolgáltató Kft. tulajdonosa, és a Tarandus Kiadó alapítója és vezetője. A kiadót 2020-ban eladta, és ebben az évben feleségével megalapították a Bagolyvár Szellemi és Művészeti Műhelyt. 
Irodalmi lapokban és antológiákban jelennek meg írásai.
Hellinger Családállító terapeuta. 
Harmadik házasságában él, felesége Réti-Fedor Mónika festőművész és gyöngyékszer-készítő.

## Kitüntetések, díjak
- Országos Tudományos Diákköri Konferencia Nívódíj (1984)
- MÉTE Nívódíj (1985)
- Országos Tudományos Diákköri Konferencia Nívódíj (1986)
- Népköztársasági Ösztöndíj (1986)
- Világhy Károly alapítványi díj (1987)
- Kisalföld Presztízs Díj (2003)
- Címzetes egyetemi docensi kinevezés (2007)
- Aposztróf – Corvin országos novellapályázat: Fődíj (A Pontoise-kert, 2012)
- Aposztróf - Corvin országos novellapályázat 3 dj A A szarvassá vált fiú, 2020)

## Tisztségek
- Kari Tanács tagja (1985−1987)
- Egyetemi Tanács tagja (1985−1987)
- Magyarországi Húsiparosok Szövetsége Felügyelő Bizottság elnöke (1997−2005)
- Magyarországi Húsiparosok Szövetsége Elnökségi Elnökhelyettes (2005−2008)
- UECBV − Európai Állatkereskedők és Húsiparosok Elnöksége, elnökségi tag (2002−2009)

## Publikációk
- Az avatás. Szél-járás, 2011.
- A Mutter. Műhely, 2011.
- Gizi, a tehenészlány. Szél-járás, 3/2011.
- Blaník. Szél-járás, 2011.
- Az avatás. Hitel, 2011.
- Aiszóposz Delphoiban. Hitel, 2011.
- Az Avatás. Hungarovox Antológia, 2011.
- Aiszoposz Delphoiban. Hungarovox Antológia, 2011.
- A végzet. Hungarovox Antológia, 2011.
- Egy közgazdász meséi. Hungarovox Antológia, 2011.
- Gizi, a tehenészlány. Új dimenziók. Aposztróf, 2011.
- Bagolyvár. Műhely, 2012.
- Blaník. Kalligram, 2012.
- Törökfürdő. Hitel, 2012.
- A Pontoise-kert. Dimenziók 3. Aposztróf, 2012.
- Egy asszony Lódzból. Dimenziók 3, Aposztróf, 2012.
- A Pontoise-kert. Szél-járás, 2012.
- Bankárerdő. Hitel, 2013.
- Svédkati. Műhely, 2013.
- Egy asszony Lódzban. Szél-járás, 2013.
- A Pontoise-kert. Hitel, 2013.
- A Szarvassá vált fiú, 2020. Dimenziók 11., Aposztróf Kiadó
- Papagájkór, 2021. Szó-Kincs 2021., Aposztróf Kiadó
- Tücsök a tűzben, 2021. Felhő Café
- Vízkereszt 2021., 2021. Felhő Café
- A horoszkóp nyolcadik háza 2021. Felhő Café
- Postagalamb-nász, 2022, Felhő Café
- Apám megbocsát, 2022, Felhő Café
- Szomszédok, 2022, Felhő Café
- Hollywoodi történet 1., 2022, Felhő Café
- Hollywoodi történet 2., 2022, Felhő Café

## Könyv
- Bagolyvár. Győr, 2013, Tarandus Kiadó.

## Sport
- 1975–1987: igazolt ugrólovas, többszörös területi bajnok díjlovaglásban és díjugratásban
- A-kategóriás siklóernyő-pilóta (2005)
- Rendszeresen sportol (aerobik, futás, crossfit, boksz)